# Мистецький музей Форт-Лодердейла
Мистецький музей Форт-Лодердейла (англ. NSU Art Museum Fort Lauderdale)- художній музей у Форт-Лодердейлі, штат Флорида, що асоційовано з Нова-Південно-Східним університетом. Музей почато у 1958 році як Мистецький центр Форт-Лодердейла. Музей розміщено у модерністичній будівлі площею у 7000 м2, зведену у 1986 році архітектором Едвардом Ларрабі Барнсом. Крило Глакенса у 930 м2 додано до головної будівлі у 2001 році. Основна виставкова площа музею — 2000 м2; скульптурна тераса на другому поверсі має 260 м² площі. Музей, на відміну від великих художніх музеїв сусідніх Маямі та Палм-Біч, надає перевагу сучасному мистецтву 20 сторіччя.
Колекція складає 6200 творів, серед яких:
- значна колекція кераміки Пабло Пікассо,
- колекція сучасного кубинського мистецтва, що представляє внески понад 125 художників,
- найбільша виставка робіт північноєвропейського авангардного руху КоБрА.[3]
- Багаті колекції музею по культурах Південної Флориди та Карибського басейну.[4]

## Крило Глакенса
У 2001 році тут розміщено колекції з понад 500 робіт американського живописця-реаліста Вільяма Глакенса. Виставка у 190 м2 є найбільшою колекцією його творів у світі, й містять як найдавніше відомі (Пейзаж Філадельфії, 1893), так й останні завершені (Біла троянда та інші квіти, 1937) картини.

## Виставка Тутанхамона
У грудні 2005 року в Музеї мистецтв відкрилася мандрівна виставка мощей з гробниці єгипетського фараона Тутанхамона. Музей був одним з 4 майданчиків цієї виставки, що вперше за 25 років гастролювала у Сполучених Штатах. За 4-місячне перебування у Форт-Лодердейльському музеї було продано понад 700 000 квитків.